# Pablo Javier Zurro
Pablo Javier Zurro (Pehuajó, 4 de agosto de 1956) es un político argentino. Desde 2007 se desempeña como intendente de Pehuajó, municipio ubicado en la provincia de Buenos Aires, Argentina.

## Biografía
Inició su carrera en política en el año 1975 actividad que fue interrumpida por el golpe de Estado del año 1976.
En el año 2009 fue elegido presidente del Partido Justicialista de Pehuajó. 
Desde entonces se ha afianzado en Pehuajó gracias a sus políticas sociales y el impulso a la producción local.
En el año 2011 fue candidato a intendente nuevamente, y ganó en la elección general con el 69 % de los votos, lo que lo convirtió en el intendente pehuajense con mayor porcentaje de votos. Adhiere al Frente para la Victoria.
En 2015 consiguió el tercer mandato consecutivo en la intendencia obteniendo el 51,36 % de los votos.
Logró desarrollar la infraestructura de Pehuajó, 
En 2019 fue elegido por el cuarto mandato como jefe comunal, con el 57,23 % de los votos por el Frente de Todos.
En 2023 fue electo por quinta vez como intendente con el 48,93 % de los votos, a través de la coalición Unión por la Patria.
En su campaña pregono en contra del ajuste y suba de impuestos de los gobiernos opositores.